# Eujansea noctuiformis
Eujansea noctuiformis är en fjärilsart som beskrevs av Antonius Johannes Theodorus Janse 1920. Eujansea noctuiformis ingår i släktet Eujansea och familjen tandspinnare. Inga underarter finns listade i Catalogue of Life.